# Синдром Пейтца — Єгерса

Схема аутосомно-домінантного типу передавання.

Синдро́м Пе́йтца-Є́герса (англ. Peutz–Jeghers syndrome, PJS, рідше англ. Hutchinson-Weber-Peutz syndrome; гамартомний поліпоз, спадковий поліпоз кишечника) — рідкий генетично обумовлений гастроінтестинальний поліпоз, що характеризується утворенням поліпів, наявністю пігментних плям на шкірі та слизових оболонках. Успадковується за аутосомно-домінантним типом.

## Історичні відомості
Вперше шкірні та оболонкові прояви синдрому описав у 1896 році відомий британський хірург Джонатан Гатчінсон. У 1921 році голландський лікар Йоганес Пейтц дав повний опис сімейного захворювання, яке перебігало з поліпозом, шкірними та слизовими проявами.Американський лікар Гарольд Єгерс у 1994 році описав шкірні прояви, а 1949 року узагальнив їх разом з іншими проявами у поняття синдрому. Вперше епонімічний термін «синдром Пейтца — Єгерса» ввів у медичний вжиток американський радіолог Е. Брюєр у 1954 році.

## Актуальність
Частота спостереження синдрому в світі — приблизно у межах 1:25 000—300 000.

## Етіологія
При синдромі Пейтца — Єгерса виникає мутація на довгому плечі 19-ї хромосоми в ділянці 13.2 (19р13.3), в якій розташований ген, що кодує серин-треонін кіназу (STK 11). Швидше за все ушкоджується пухлинно-супресорний ген, що призводить до появи численних пухлин. Мутація СТК11 спостерігають у 70 % пацієнтів. Генетична пенетрація — повна, однак експресивність може бути різною. Чоловіки і жінки хворіють однаково часто. Більшість випадків носять сімейний характер, хоча зустрічаються і спорадичні випадки.

## Клінічні прояви

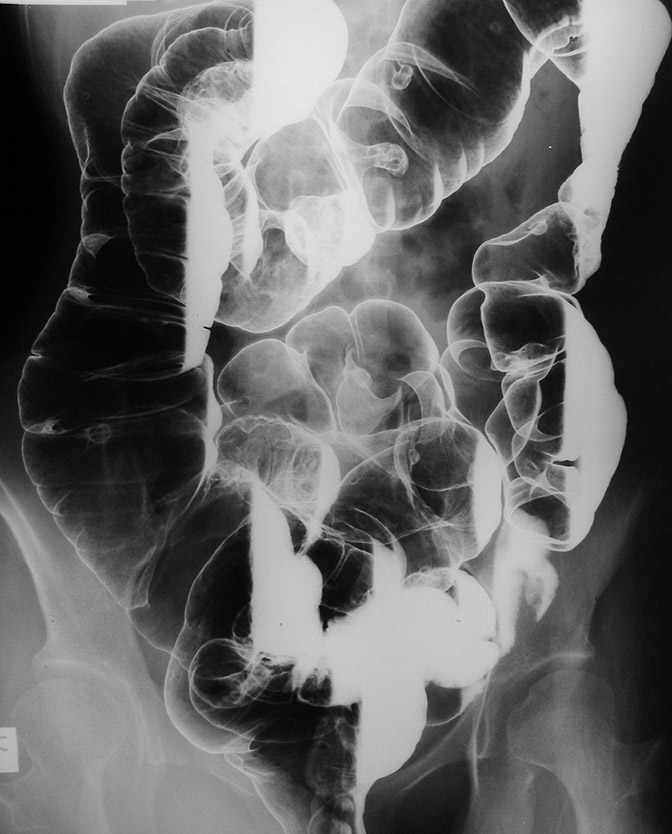
Іригоскопія у хворого на синдром Пейтца-Єгерса показує численні поліпи.

Захворювання проявляється численними доброякісними гамартомними поліпами в шлунково-кишковому тракті. В одного пацієнта може бути більше сотні таких гамартом. Розміри поліпів приблизно 1-5 мм, але вони можуть виростати значно більшими. У 64 % пацієнтів їх виявляють і в тонкому кишечнику, у 64 % — у товстому кишечнику, у 49 % — в шлунку і у 32 % — в прямій кишці. Описані гамартомні поліпи в ниркових лоханках, в сечовому міхурі, в легенях і ніздрях..
Вперше поліпи проявлять себе клінічно, як правило, у віці 10-30 років. У 43 % пацієнтів вони призводять до кишкової непрохідності, у 23 % маніфестують абдомінальним (колікоподібним) болем, у 14 % ректальними крововиділеннями чи кров'янистими випорожненнями. Часто призводить до інвагінації тонкого кишечника (у 5 % товстого). Через часті кровотечі може розвинутися вторинна анемія.
Крім того мають майже всі пацієнти меланотичні пігментні плями на шкірі та слизових оболонках, що найчастіше вже з'являється вже у віці від двох років до пубертатного періоду різної величини та кількості. Після того відбувається повільний зворотний регрес пігментних плям, але зовсім вони ніколи не зникають. Типовою є локалізація пігментних плям на губах і навколо рота (у 94 %), далі по частоті ураження слідують кисті рук (74 %), слизової оболонки (66 %) і стопи (62 %). Пігментні плями мають розміри від 1 до 5 мм.
Раніше синдром Пейтца-Єгерса розглядали як передрак з невеликим підвищенням ризику розвитку раку, новіші дослідження показали, що ризик малігнізації становить 85 %. Близько половини всіх хворих на синдром Пейтца-Єгерса помирають у віці менше 60 років від раку. При цьому уражається найчастіше шлунок і кишечник (57 %), рідше молочні залози (45 %). Підвищується, але в меншій мірі, ризик розвитку пухлин яєчників, шийки матки, легень, підшлункової залози, матки, яєчок.
Потрібно проводити диференційну діагностику з хворобою Аддісона чи синдромом МакКуна-Олбрайта.

## Діагностика
Діагностують синдром за допомогою біопсії. Гістологічно можна виявити у поліпах розгалужені гладком'язові клітини з закладеними залозистою тканиною.

## Лікування
Етіологічне лікування не розроблене, проводять лише симптоматичне лікування.
Профілактично видалити сотні поліпів не є можливим. Через підвищений ризик розвитку раку рекомендують регулярно проходити профілактичні огляди, особливо шлунково-кишкового тракту і молочних залоз (наприклад колоноскопію і мамографію, визначення онкомаркерів) також необхідне обстеження й інших органів, що уражаються рідше.